# Pedra Preta (Río Grande del Norte)
Pedra Preta es un municipio del estado de Rio Grande do Norte (Brasil), localizado en la microrregión de Angicos. De acuerdo con el censo realizado por el IBGE (Instituto Brasileño de Geografía y Estadística) en el año 2000, su población es de 2.847 habitantes. Área territorial de 276 km². Fue creado en 1963.